# Vodarka
Vodarka (obični žabogriz; lat. Hydrocharis morsus-ranae), vodena trajnica iz roda žabogriza (Hydrocharis), porodica žabogrizovke, jedina vrsta u rodu za koju se navodi da raste i u Hrvatskoj. Rasprostranjena je po velikim djelovima Europe i Rusije, te u Maroku i Alžiru, a introducirana je i u neke države SAD–a (Michigan, New Jersey, New York, Vermont), i neke kanadske provincijne (Ontario, Québec)